# 暂停英联邦成员资格

英联邦现成员国（深蓝色）
英联邦前成员国（橙色）
英國海外領土和皇家属地（浅蓝色）

暂停英联邦成员资格是英联邦可以对其成员国实施的最严厉的惩罚措施。在没有任何成型的机制可以开除违反英联邦组织规范的成员国的情况下，英联邦部长级行动小组可以选择暂停成员在英联邦各委员会（Councils of the Commonwealth）的资格，这相当于暂停它们在该组织的正式成员资格，尽管它们参与英联邦大家庭组织的活动并不一定受到影响。
自1995年该惩罚机制创立以来，已有5个国家被暂停英联邦成员资格，分別為尼日利亚、巴基斯坦、斐济、津巴布韦與加蓬。其中，巴基斯坦和斐济各被暂停成员资格两次，而津巴布韦则在被暂停成员资格之后宣布永久退出英联邦。津巴布韋新政府在2018年申请重新加入英聯邦，惟至今未被批准。

## 历史

### 尼日利亚（1993年－1999年）

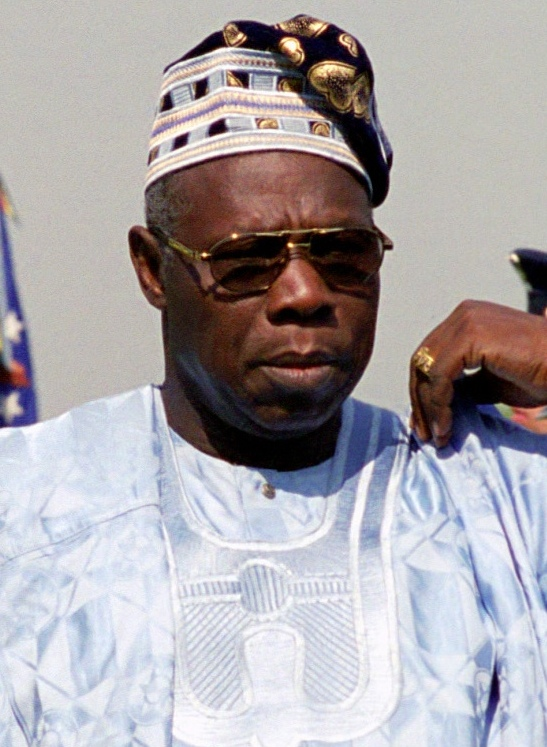
奥巴桑乔就任文职总统后，尼日利亚恢复英联邦成员资格

尼日利亚是第一个被暂停成员资格的英联邦成员国。1993年11月，时任尼日利亚国防部长萨尼·阿巴查上将成功地发动了尼日利亚独立后的第七次政变，取消了原定恢复文官统治的计划，并自命为临时执政委员会主席，即尼日利亚国家元首和军政府首脑。阿巴查将军当政后大肆逮捕军政府的反对者，包括前军政府领导人奥卢塞贡·奥巴桑乔等人被捕。1994年6月召开了一次制宪会议，以制定恢复文官统治的方案，但未能达成共识。制宪会议开幕前不久，赢得1993年尼日利亚总统选举的莫斯胡德·阿比奥拉酋长在1993年选举的基础上宣布自己为合法总统。阿比奥拉随即被阿巴查军政府逮捕并被指控犯有叛国罪，被单独监禁，从未受到审判。在阿巴查统治尼日利亚期间的许多政治拘捕中，尼日利亚最受欢迎的作家之一、反对荷兰皇家壳牌公司石油工业污染奥戈尼人土地和水域运动的领导人肯·萨罗-维瓦和其他8名奥戈尼人被捕，被控谋杀当地酋长。1995年11月10日，英联邦政府首脑会议在新西兰奥克兰开幕几小时后，萨罗-维瓦等11人被尼日利亚军事法庭审判并被处决。作为回应，11月11日，出席会议的英联邦各国政府首脑们以尼日利亚违反《哈拉雷英联邦宣言》的原则为由，决定暂停尼日利亚的英联邦成员资格，并要求阿巴查军政府释放阿比奥拉酋长和其他43名政治犯。暂停决定由英联邦部长级行动小组执行。实际上，暂停英联邦成员资格使尼日利亚无法获得任何新的英联邦技术援助，比如原定于1993年进行的农业培训，而且还阻止尼日利亚政府代表参加英联邦成员国政府间会议和活动。这一暂停还成为英联邦向尼日利亚政府和国际社会发表的一项公开声明，谴责在全世界引起反响的不民主和侵犯人权行为。
1998年6月，阿巴查将军突然去世，时任尼日利亚国防参谋长阿卜杜勒萨拉米·阿布巴卡尔上将接任临时执政委员会主席（国家元首暨军政府首脑）之职，他承诺恢复文官统治并释放了包括奥巴桑乔将军在内的军政府反对者，但阿比奥拉酋长获释前在狱中去世。随着奥巴桑乔在1999年尼日利亚总统选举中获胜，成为尼日利亚恢复文官统治后的新一任总统，当年5月，英联邦恢复了尼日利亚的成员资格。时任英联邦秘书长、尼日利亚人埃梅卡·阿尼奥库酋长对此表示：“随着尼日利亚人民进入这个新时代，英联邦与他们一起欢欣鼓舞。这一新的开端是民主的胜利，尼日利亚的胜利，也是英联邦基本原则的胜利。”

### 巴基斯坦

#### 第一次暂停（1999年－2004年）

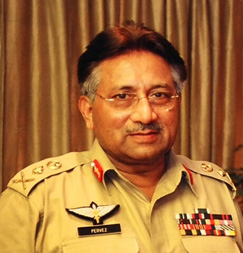
穆沙拉夫将军发动政变，导致巴基斯坦第一次被暂停英联邦成员资格

巴基斯坦曾两次被暂停英联邦成员资格，第一次发生于1999年。早在1997年4月，时任巴基斯坦总理、巴基斯坦穆斯林联盟（谢里夫派）主席纳瓦兹·谢里夫在巴基斯坦人民党支持下，获得了废除宪法第八修正案所需的三分之二多数票，通过了宪法第十三修正案，结束了总统解散国民议会的权力，他还从总统手中接过任命最高法院法官和各军种参谋长的权力，从此总理大权独揽。1999年10月12日，谢里夫总理下令解除时任参谋长联席委员会主席、陆军参谋长佩尔韦兹·穆沙拉夫上将的职务，并拒绝允许搭载着刚结束对斯里兰卡正式访问的穆沙拉夫将军返回卡拉奇的商用飞机降落在卡拉奇机场。但军队拒绝执行谢里夫的命令，立即夺取了政权，解散了谢里夫政府，逮捕了谢里夫总理。穆沙拉夫将军随即自命为首席执行官（政府首脑），成立军政府，他为恢复经济和不断恶化的政治局势所必需的政变行动辩护。但在巴基斯坦恢复民主之前，英联邦部长级行动小组暂停了巴基斯坦参加英联邦各委员会的资格。英联邦部长级行动小组一致谴责巴基斯坦军方违反宪法，推翻经民主选举上台的政府的行为，认为这严重违反了英联邦的基本政治原则。
2003年12月，英联邦政府首脑会议在尼日利亚首都阿布贾举行，当时英联邦的54个成员国中有51个国家的代表出席了会议，而英联邦成员资格被暂停的巴基斯坦和津巴布韦未受邀请。会议继续维持暂停巴基斯坦英联邦成员资格的决定，理由是已成为总统的穆沙拉夫仍为现役军人（仍然兼任陆军参谋长），而且巴基斯坦的民主没有得到根本恢复。2004年1月，穆沙拉夫总统正式宣布将在2004年底脱下军装，这样阻止巴恢复英联邦成员资格的最后一个障碍已经消除。当年5月，巴基斯坦驻英国伦敦高级专员表示，如果英联邦仍不承认巴基斯坦在民主改革方面所取得的进展，不恢复其英联邦成员资格，英联邦的威信将受到损害，因为巴基斯坦是英联邦的（人口）第二大成员国。不过在英联邦内部仍存在分歧。澳大利亚和英国从它们的战略角度出发，提出恢复巴基斯坦成员资格，同时却要求维持暂停津巴布韦的英联邦成员资格。一些非洲的英联邦成员国对澳、英的这种做法表示不满。
2004年5月22日，英联邦部长级行动小组在总部伦敦宣布，英联邦决定恢复巴基斯坦已被暂停四年多的成员资格，并对近年来巴基斯坦民主改革所取得的成就表示欢迎。时任英联邦秘书长唐·麦金农称，英联邦对巴基斯坦为促进民主所采取的措施表示欢迎，但仍将继续关注巴基斯坦的民主进程。他还表示，希望穆沙拉夫总统能够根据2003年12月达成的协议，于2004年底前辞去陆军参谋长之职。

#### 第二次暂停（2007年－2008年）

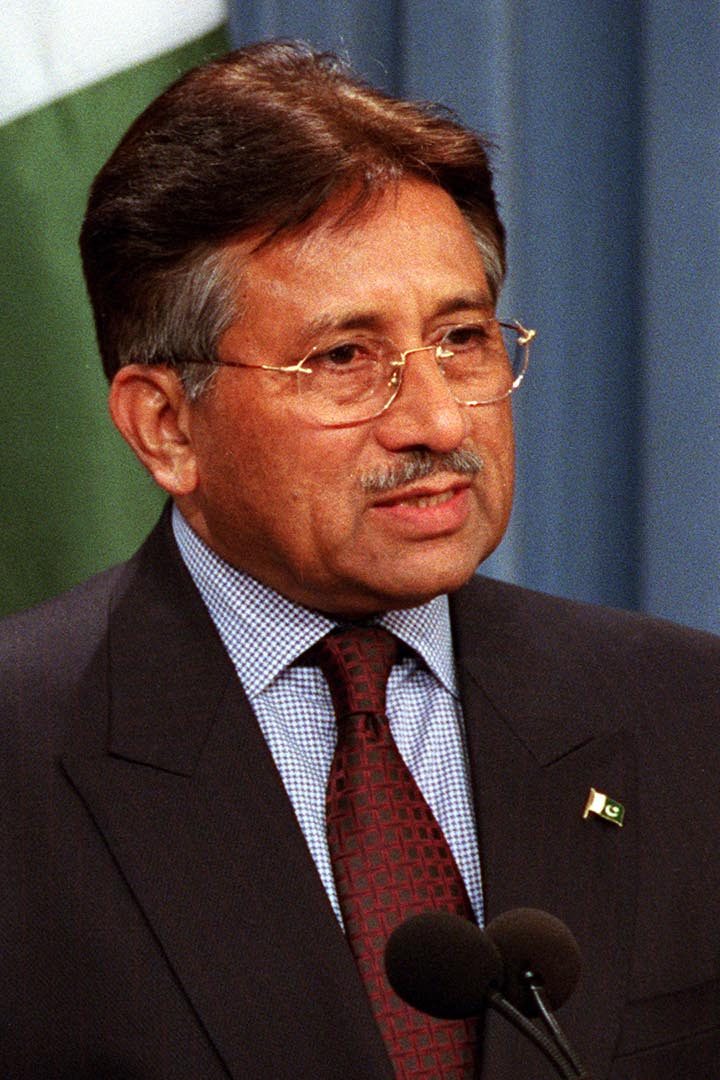
穆沙拉夫总统宣布紧急状态，导致巴基斯坦第二次被暂停英联邦成员资格

巴基斯坦第二次被暂停英联邦成员资格发生于2007年，原因在于尽管英联邦于2004年恢复了巴基斯坦的成员资格，但穆沙拉夫总统拒绝兑现承诺于当年底辞去军职，从而引发了国内反对派的抗议，而且他于2007年10月赢得第二个总统任期后仍然想要保留握有最高军权的陆军参谋长之职。穆沙拉夫与巴基斯坦首席大法官伊夫蒂哈尔·穆罕默德·乔杜里之间的司法斗争也持续不断，穆沙拉夫一度解除了乔杜里的职务。2007年穆沙拉夫胜选后，由于其仍为军方最高统帅（陆军参谋长），巴基斯坦最高法院对其参选资格提出疑议，决定推迟宣布选举结果。11月2日，最高法院推翻了原定休庭至11月12日的决定，将于11月5日尽快解决此案，部分原因是迫于外界关于持续推延将给巴基斯坦国内稳定带来更大冲击的批评，因为11月12日距穆沙拉夫的本届总统任期结束只有三天，如不能尽早解决将使巴基斯坦出现权力真空。然而，在最高法院做出判决前，穆沙拉夫突然以最高军事统帅的身份于11月3日颁布国家紧急状态令，并宣布临时宪法令，原宪法被临时终止，法官需要重新宣誓。紧急状态令中的共13条解释中至少有7条提到了司法部门应该对国家当前的危机状态负责，紧急状态令颁布后，军队进入最高法院拘捕了首席大法官乔杜里，穆沙拉夫再度解除了他的职务。在首都伊斯兰堡的巴基斯坦民营电视台全部被停播，伊斯兰堡市内重要地点布置了大量军队。
针对巴基斯坦实施紧急状态事件，时任英联邦秘书长麦金农在事件当天表示“严重关切”并声称其“向错误的方向迈出了一步”。11月12日，英联邦要求巴基斯坦在11月22日之前结束紧急状态，否则就将暂停巴基斯坦的英联邦会员资格。自11月3日实行全国紧急状态以来，穆沙拉夫总统做出了一系列调整措施，他承诺将于次年1月8日举行议会选举，并下令释放了3,000多名反对派支持者。不过，他没有答应英联邦的要求于11月22日之前解除全国紧急状态。巴政府官员表示，穆沙拉夫很快将卸下军职，以平民身份宣誓就任总统。巴基斯坦外交部发言人表示，巴方希望英联邦不要匆忙就暂停巴成员资格问题做出决定，并邀请英联邦尽快派代表团访巴，进行实地考察，但英联邦并没有考虑这一要求。11月22日，就在2007年英联邦政府首脑会议于乌干达首都坎帕拉召开前一天，英联邦决定第二次暂停巴基斯坦的会员资格。英联邦部长级行动小组做出了这一决定，但小组中的斯里兰卡和马来西亚等亚洲成员国代表并不希望采取与同为亚洲国家的巴基斯坦政府相对立的立场，而坦桑尼亚和加拿大代表则对决定的最终形成起了很大的推动作用。该小组表示，尽管早些时候有消息称穆沙拉夫总统将辞去陆军参谋长一职，在过去十天里一些被拘留的抗议者获得了自由，但巴基斯坦的局势仍然违反了英联邦的基本价值观。小组的声明称：“巴基斯坦目前的局势损害了英联邦的核心政治价值，小组因此决定立即停止其成员国身份，直到巴恢复民主和法律秩序为止。”英联邦秘书长麦金农也指出，尽管在各方呼吁和努力下，巴社会状况取得了一定进展，但他对穆沙拉夫政府没有“充分执行”英联邦的要求（于11月22日之前解除全国紧急状态）感到失望。
对于英联邦第二次取消巴基斯坦的成员资格，时任英国外交大臣戴维·米利班德表示：“（此举）得到了英联邦成员国的支持，但是我们是怀着悲伤而非愤怒的心情做出这一决定的。巴基斯坦应该抓住机会改善政局，这是他们的利益所在。”时任英国首相戈登·布朗则在抵达坎帕拉参加英联邦政府首脑会议时表示：“英联邦部长们在巴基斯坦问题上的态度鲜明而又及时。”而人权观察组织发言人对英联邦此举表示欢迎，并称：“部长们通过这一决定向穆沙拉夫发出了明确的信号，即战争规则和颠覆宪法的做法在英联邦里是站不住脚的。”来自英国方面的消息还称，如果2008年1月巴基斯坦大选进行顺利的话，英联邦将考虑恢复巴基斯坦的成员资格。尽管暂停成员资格对巴基斯坦的实质性影响不大，但会使巴基斯坦在国际社会上更加孤立，同时也会在一段时期里缩减外国尤其是英联邦成员国资本在巴基斯坦的投资。不过，由于英联邦已逐渐演变成了一个越来越松散、内部联系越来越不稳定、相互间只进行政治经济磋商与合作的组织，巴基斯坦英联邦成员资格的暂停更多的只具有象征意义。
2007年11月28日，穆沙拉夫宣布辞去陆军参谋长之职并退役，他于次日（11月29日）以平民身份宣誓就任新一届巴基斯坦总统，并立即宣布紧急状态将于当年12月16日结束。紧急状态实际上提前一天（2007年12月15日）由穆沙拉夫总统正式宣布结束。2008年2月18日，巴基斯坦国民议会选举顺利举行。这次选举原定于当年1月8日举行，但因为前总理贝娜齐尔·布托遇刺而推迟。5月12日，英联邦部长级行动小组在伦敦召开会议，决定恢复巴基斯坦的英联邦成员资格。该小组表示，巴基斯坦政府自2007年11月以来采取了与英联邦基本价值观和原则相适应的积极措施，因此决定恢复其英联邦成员资格。英联邦同时敦促巴基斯坦加强司法独立，通过议会程序解决当前面临的问题，为巴基斯坦民主政治的稳定奠定基础。8月18日，穆沙拉夫在各方压力下宣布辞去总统职务，从而结束了他对巴基斯坦长达九年的统治，巴基斯坦进入后穆沙拉夫时代。

### 斐济

#### 第一次暂停（2000年－2001年）

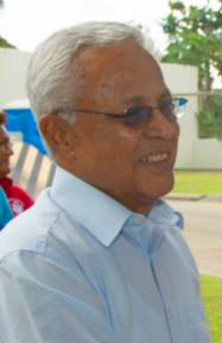
乔杜里总理被政变推翻，导致斐济第一次被暂停英联邦成员资格

2000年5月19日，斐济反对派议员之子、商人乔治·斯佩特发动了一场政变，他率领7名武装人员闯入首都苏瓦的议会大厦，将该国独立后第一位印度裔总理马亨德拉·乔杜里以及内阁部长、议会领导人等8人扣押为人质，并宣布成立新政府，自命为总理并废除宪法，实际上推翻了乔杜里领导的政府。斯佩特发动政变的原因在于乔杜里政府上台后推行了一系列不符合某些土著斐济人利益的政策，尤其是引发了拥有大量土地的上层土著斐济人的不满，激化了该国占人口多数的土著斐济人与占少数的印度裔斐济人的民族矛盾。上层土著斐济人希望乔杜里下台，斯佩特作为他们的代表，遂发动政变夺权。
政变发生后，时任斐济总统拉图卡米塞塞·马拉爵士宣布在首都实施宵禁，斐济军警宣布效忠民选政府和马拉总统，并将议会大厦包围。政变领导人斯佩特以乔杜里总理的性命威胁大厦外的军警不得发动进攻，马拉总统和前总理西蒂韦尼·兰布卡则进行斡旋。然而，双方对峙多日，政变者不同意释放人质，斐济军队司令弗兰克·姆拜尼马拉马海军准将遂认为马拉总统无力应对局势，便迫使马拉总统于5月29日辞职，自己出任代总统，接掌了行政权力，此举被视为“政变中的政变”。
6月6日，英联邦部长级行动小组在伦敦召开紧急会议，决定暂停斐济参加英联邦各委员会的成员资格，直至该国恢复民主和法制。决定暂停斐济成员资格的小组成员为来自英国、澳大利亚、马来西亚、加拿大、巴巴多斯、孟加拉国、尼日利亚和博茨瓦纳等8个英联邦成员国的外交部长和高级官员，他们强烈呼吁斐济政变者立即无条件地释放民选总理乔杜里和其他仍被扣留的人质，并决定派遣使团前往斐济，他们还敦促斐济军方领导人、新任代总统姆拜尼马拉马保证人质的安全，尽快提交斐济恢复民主秩序的时间表。斐济政变以来的局势始终是英联邦国家关注的焦点，特别是引发了同处南太平洋、与斐济有着密切经贸往来的澳大利亚和新西兰的深刻关切。亚太地区的其他一些英联邦成员国也认为，如果不对这次政变进行制裁，就意味着在该地区开了一个危险的先例，其他国家的反政府组织也会效法斐济政变者向民选政府发动进一步的攻击。但此次英联邦小组会议并未决定对斐济进行全面的经济制裁和军事干预，因为与会者担心经济制裁或军事行动可能不但救不了人质，还会伤害他们的生命安全。同时，与会国之一的澳大利亚是斐济的重要贸易伙伴，两国的贸易额占斐济对外贸易总额的三分之一，澳大利亚不希望斐济经济因受到制裁而摧毁，使在斐济经济活动中占有重要地位、已经在政变中遭受打击的该国印度族裔遭受进一步打击。所以权衡利弊之下，小组会议决定英联邦将与斐济继续保持沟通，并于当年9月重新审议斐济的英联邦成员资格。斐济政变领导人斯佩特对英联邦却坚持强硬的立场，就在英联邦暂停斐济成员资格的会议召开前，斯佩特在接受英国广播公司采访时表示，政变者们将继续扣留人质，直到他们的要求全部兑现为止。斯佩特还说，即使是英联邦对斐济实施制裁也不会迫使政变者放弃自己的要求。
随后，军队和政变者进行了持续的谈判，直到当年7月僵局终于被打破，人质获释。在军方支持下，由新任总理莱塞尼亚·恩加拉塞领导的“紧急”政府宣布成立，而原副总统约瑟法·伊洛伊洛就任新的文职总统。伊洛伊洛总统就任后，下令逮捕政变领导人斯佩特和他的一些支持者，他们被指控犯有叛国罪，最终斯佩特被判处流放到荒岛上终身监禁。当年11月2日，反政府武装人员在苏瓦的斐济军队总部伊丽莎白女王军营横冲直撞，引发了两次叛乱，不过很快被平定。11月15日，斐济高等法院下令恢复1997年宪法。2001年8月25日至9月5日，斐济举行了大选以恢复民主，临时政府总理恩加拉塞领导的团结斐济党在大选中获胜。
2001年斐济大选后，英联邦部长级行动小组判定，随着民选政府的成立，斐济将不再违反英联邦基本政治价值观的原则，在这种情况下，斐济参加英联邦各委员会的成员资格将被恢复，并有资格参加当年10月在澳大利亚布里斯班举行的英联邦政府首脑会议。时任英联邦秘书长麦金农热烈欢迎斐济大选的顺利举行，他指出，自2000年5月以来，英联邦在鼓励斐济恢复宪政民主和恢复国家统一方面发挥了关键作用。他还保证，英联邦将继续积极参与斐济事务，并随时准备协助斐济巩固民主和民族和解这一非常重要的任务。不过，由于当年9月11日美国发生了影响世界的恐怖袭击事件，原定于当年10月6日在布里斯班举行的英联邦政府首脑会议推迟举行，斐济的英联邦成员资格也推迟至当年12月20日方才正式恢复。2002年3月2日，英联邦政府首脑会议改在澳大利亚昆士兰州的库拉姆比奇举行，恢复了成员资格的斐济派代表参加了会议。尽管如此，在斐济最高法院裁定恩加拉塞政府符合宪法之前，斐济问题仍将被列入英联邦部长级行动小组的讨论议程。

#### 第二次暂停（2006年－2014年）

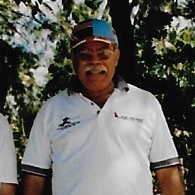
恩加拉塞总理被政变推翻，导致斐济第二次被暂停英联邦成员资格

导致2000年斐济政变的深层次原因，比如土著斐济人和印度裔的矛盾，并没有因为2001年大选的顺利举行而消失。2000年政变的压力依然延续下来并发酵，从而导致2005年至2006年斐济的政治危机，并进而成为爆发新的政变的根源。由于大多数土著斐济人属于基督教新教循道宗，大多数印度裔信仰印度教，而2000年政变爆发的重要诱因就是土著斐济人不满当时的印度裔总理乔杜里偏袒印度裔的政策，故而在斐济政治生活中扮演重要角色的斐济和罗图马循道会的高级领导人支持2000年政变，他们也支持赦免政变相关人员的提议，甚至在过去就有人提议宣布斐济为一个神权主义的基督教国家，激起反印度教情绪，这使得他们与指挥平息2000年政变的军方领导人弗兰克·姆拜尼马拉马发生冲突。另一方面，自2000年政变之后在军方支持下上台的临时政府总理莱塞尼亚·恩加拉塞，在2001年和2006年两次依靠民主选举连任成功，他领导的政府采取了引起军方不满的行动。
恩加拉塞政府和之间的长期冲突于2006年12月初达到危机的临界点，导火索是斐济议会正在审议的三项法案，其中一项（《和解、宽容和团结法案》）将质疑2000年斐济政变的非法性，并赦免一些参与政变的叛乱分子。此前，军队司令拜尼马拉马向恩加拉塞总理提出了九项要求，主要涉及与这些法案有关的问题，比如要求将2000年政变的支持者绳之以法。10月6日，军方发言人纽米·莱韦尼少校呼吁恩加拉塞政府辞职，他称政府已经失去了所有可靠、正直和诚实的表象，该国正在陷入经济和金融的深渊。10月16日，拜尼马拉马向政府发出为期三周的最后通牒，要求政府满足他提出的九项要求，否则就要辞职。与此同时，恩加拉塞和总统约瑟法·伊洛伊洛试图将正在伊拉克视察斐济维和部队的拜尼马拉马解职，但他们提出的替代人选拒绝了这一职位，而军方发言人莱韦尼称军队仍然忠于司令姆拜尼马拉马。11月4日，恩加拉塞总理暂停了《和解、宽容和团结法案》中对2000年政变领导人的大赦条款，称将进一步调查这些条款是否违宪，这是政府对军方九项要求的唯一让步。11月26日，拜尼马拉马在前往新西兰的私人旅行中，向斐济军队征召了1,000名预备役军人，并重申他打算推翻现政府，这一危机达到了顶点。11月28日，恩加拉塞总理飞抵新西兰会晤拜尼马拉马，但会谈无果而终，两人于会后都返回斐济。12月1日最后期限过去后，姆拜尼马拉马否认了恩加拉塞总理有关延长最后期限的说法，他说他打算开始一场“清理”政府的运动，恩加拉塞和他的政府则转移到秘密地点。12月3日，姆拜尼马拉马宣布他已经接管了斐济政权，但恩加拉塞从藏身之所现身称自己仍然掌权。12月4日，斐济军队没收了位于纳西努的武装警察师总部的武器，军队又包围了苏瓦的纳索瓦警察学院，并从军械库中取出武器。虽然12月5日，恩加拉塞召开召开内阁会议，讨论军方的九项要求，但他和其他部长们并未被军队允许进入政府大楼。恩加拉塞请求新西兰和澳大利亚政府提供军事援助，但被拒绝。5日上午，武装部队包围了政府部长们的办公室，并开始没收他们的汽车。恩加拉塞总理表示，政变“实际上正在进行中”，但他不会辞职，他仍然掌控国家。军方表示，所有部长都将被软禁，他们的车辆和手机被扣押。当天上午，伊洛伊洛总统在会见姆拜尼马拉马后，签署了一项解散议会的法律命令，援引了必要性原则，为组建临时行政当局铺平了道路。12月6日，姆拜尼马拉马宣布，军方已控制政府，接管了管理国家的行政权力。他在声明中承诺，一旦国家恢复稳定，对选举机制进行适当审查和修正后，就会举行新的选举。同时，他还宣布自己第二次出任代总统，这样意味着伊洛伊洛总统的职务被废黜。同一天，接替前总理恩加拉塞的临时政府总理乔纳·塞尼拉加卡利宣誓就职。
斐济政变发生后，英联邦部长级行动小组于2006年12月8日在伦敦举行特别会议后发表声明，“一致和毫不含糊地谴责军方接管斐济民选政府”，并决定斐济在恢复民主和法治前暂停其在英联邦各委员会的成员资格。该小组该要求时任英联邦秘书长麦金农“在适当的情况下，与小组组长（时任马耳他外交部长迈克尔·弗伦多博士）协商，进行斡旋，包括可能派代表团前往斐济，敦促其立即恢复民主”。该小组表示声援斐济人民，关注他们的经济福利和福祉。该小组还赞扬了太平洋地区各国政府在政变之前为促进斐济国内对话和解决政治分歧所作的努力。根据行动小组的决定，英联邦还将停止在入世谈判、负债管理等方面向斐济提供更多技术支持。麦金农秘书长表示，斐济政变完全违反了英联邦的原则，代总统姆拜尼马拉马应该辞职。他也表示，为了恢复斐济的民主，与该国的新领导人们进行对话很重要。不过2006年英联邦只暂停了斐济在其各委员会的成员资格，斐济除了不能参加英联邦政府首脑会议、外长会议等重要会议外，仍然能够参加一些英联邦的体育赛事，并维持原有的技术援助，只是不会再有新的援助方案了。

##### 完全中止到恢复
2007年1月4日，姆拜尼马拉马代总统辞职，前总统伊洛伊洛复位。伊洛伊洛总统发表广播讲话，宣布支持军方的行动。第二天（1月5日），伊洛伊洛总统正式任命军方领导人姆拜尼马拉马为临时政府总理，随后成立了新的临时内阁，此举表明军方仍有效地掌握政权。但在2009年4月9日，斐济上诉法院作出裁决，宣布2006年斐济政变是非法的，而在军管下于2007年1月成立的临时内阁也是“无效的”，并在法律上解散现任议会。上诉法院命令总统伊洛伊洛任命一名“杰出人士”担任看守政府总理并监督解散议会的工作。法院还下令，禁止总统任命现任总理姆拜尼马拉马或前总理恩加拉塞担任看守政府总理。上诉法院称：“目前唯一适当的行动方针是举行选举，使斐济能够重新开始。”上诉法院裁定总统伊洛伊洛必须解除临时总理姆拜尼马拉马的职务，姆拜尼马拉马必须交权，而临时内阁也必须集体辞职。而伊洛伊洛总统的回应是于次日（4月10日）宣布废止1997年宪法，并免去所有法官的职务，从而引发2009年斐济宪政危机。伊洛伊洛总统还宣布斐济“最迟”于2014年9月举行民主选举，并重新提名临时总理姆拜尼马拉马为“新的”临时总理。
针对斐济新的宪政危机，英联邦部长级行动小组于2009年7月31日召开会议，敦促斐济政权在英联邦和联合国的协助下，以独立、包容各方、有时限和没有任何先决条件的方式，立即重新启动政治对话进程，并在2010年10月底前在该国举行可信的选举。行动小组还发出最后通牒，要求斐济临时政府在不迟于当年9月1日之前对这些条款作出坚定承诺，否则将全面中止斐济的英联邦成员资格。虽然斐济临时政府总理姆拜尼马拉马致信时任英联邦秘书长卡马莱什·夏尔马，重申他对英联邦原则的承诺，但并未达到英联邦最后通牒中所提到的条件，即没有答应英联邦于2010年10月底前举行民主选举的要求。同年9月1日，夏尔马秘书长代表英联邦宣布决定全面中止斐济的成员资格，这意味着斐济的英联邦成员资格被暂停的范围扩大了。夏尔马在阐述“全面中止”的影响时宣布，以下规定将立即适用：
- 斐济临时政府的代表将被排除在英联邦所有政府间会议之外；同样，被临时政府提名的人也不能参加英联邦的其他政府间活动；
- 斐济将不能参加英联邦的体育赛事；
- 英联邦不能向斐济提供任何技术援助，但旨在促进恢复民主的援助除外；
- 尽管斐济仍将是英联邦成员，但斐济在英联邦秘书处、英联邦会议和所有其他英联邦官方活动中的所有象征性代表将停止；
- 与斐济同行在专业和非政府层面的联系将由各泛英联邦组织自行决定。[86]

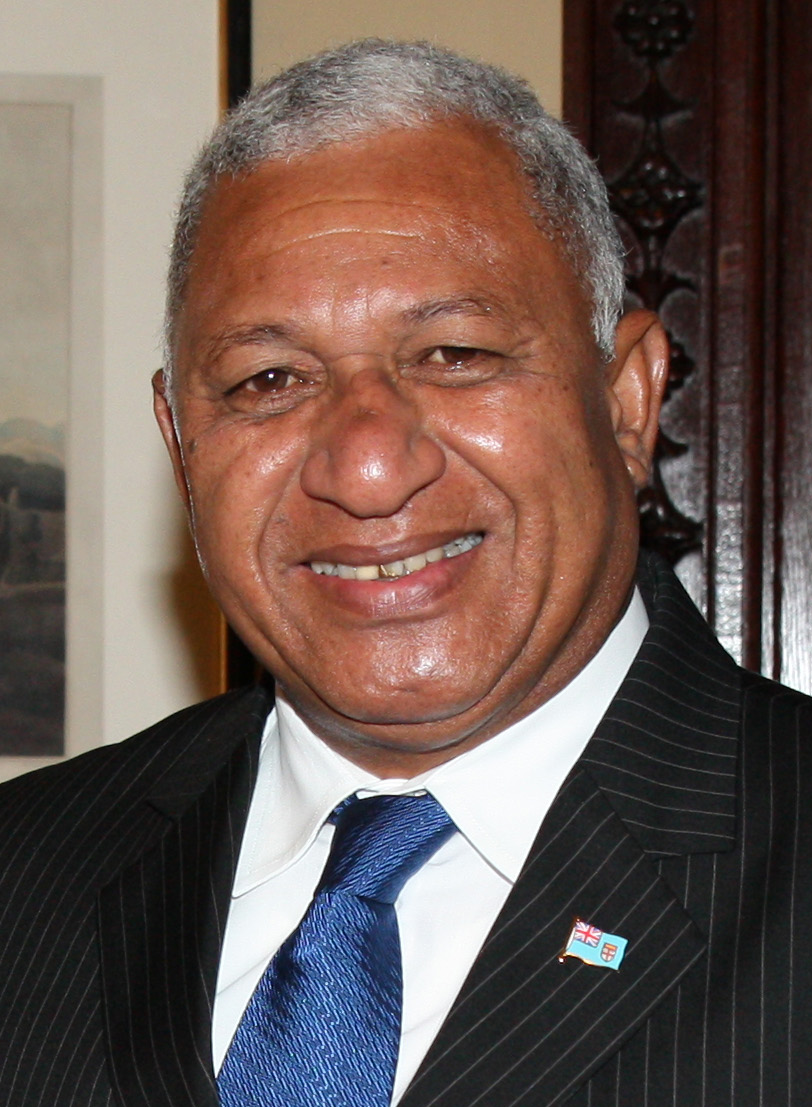
姆拜尼马拉马就任文职总理后，斐济全面恢复英联邦成员资格

夏尔马强调，英联邦仍然愿意与斐济临时政府接触，以恢复该国的宪政民主。他表示，欢迎斐济临时政府总理姆拜尼马拉马海军准将邀请英联邦代表访问斐济，他期待继续进行斡旋工作以促进对英联邦原则的遵守和斐济人民的福祉。他最后表示，希望斐济采取必要步骤，恢复其对英联邦的充分参与。
2009年4月，斐济临时政府宣布选举将在“2014年9月之前”举行。7月1日，斐济临时总理姆拜尼马拉马宣布，斐济将在2013年前制定第四部宪法。2013年9月6日，斐济新宪法由时任总统拉图埃佩利·奈拉蒂考签署，即刻生效，从而结束了该国自2009年4月废除原宪法以来的宪法真空期。2014年3月5日，姆拜尼马拉马总理辞去斐济军队司令职务，结束39年戎马生涯，准备角逐将于当年9月举行的议会选举。3月14日，英联邦部长级行动小组在伦敦召开第43次会议，鉴于斐济近期在民主进程上取得一系列进展，包括颁布新宪法、成立独立的选举委员会、总理姆拜尼马拉马辞去军职等，决定部分恢复斐济被全面中止的英联邦成员资格，允许斐济参加包括2014年在英国苏格兰格拉斯哥举行的英联邦运动会在内的一系列活动。行动小组称将致力于全面恢复斐济的成员资格，这取决于斐济是否通过举行可信的选举来恢复民主制度。3月15日，斐济临时政府发表声明，欢迎英联邦部分恢复其成员资格的决定。当年7月至8月，26名斐济运动员代表参加了格拉斯哥英联邦运动会。
2014年9月17日，斐济举行了2006年军事政变后的首次大选，时任临时总理姆拜尼马拉马领导的斐济优先党在大选中获胜，赢得议会半数以上席位，姆拜尼马拉马就任民选政府总理。9月26日，英联邦部长级行动小组在美国纽约举行第44次会议，确认斐济于9月17日举行了可信的选举，并由一个民选政府就职，应取消暂停斐济在英联邦各委员会的成员资格，决定即日起斐济恢复成为英联邦的正式成员。斐济恢复英联邦成员资格的第二天（9月27日），时任英联邦秘书长夏尔马会见了斐济新当选总理姆拜尼马拉马，祝贺他在大选中获胜并当选总理。

### 津巴布韦（2002年－2003年）
津巴布韦的前身为英国殖民地南罗得西亚，后由占少数的白人单方面宣布独立，改名罗得西亚。1979年至1980年，津巴布韦人民在羅伯特·穆加貝领导下推翻罗得西亚白人种族主义政权之后成立独立的津巴布韦共和国，独立后由穆加贝先后担任握有实权的内阁制总理和总统制下的总统长期执政，政局长期稳定，经济尤其是农业飞速发展，曾在相当长一段时间内被西方媒体和政府极为看好。津巴布韦与英联邦的主导国家、前宗主国英国的关系也一度十分密切。1980年4月18日，津巴布韦加入英联邦，成为英联邦第45个成员国。1991年10月，第12届英联邦政府首脑会议在津巴布韦首都哈拉雷召开，穆加贝总统任会议主席，会议通过了《哈拉雷英联邦宣言》。《哈拉雷宣言》与1971年通过的《新加坡宣言》同为英联邦最重要的政治文件，它阐述了英联邦的核心原则和价值观，详述了英联邦的成员标准，并重新定义和加强了英联邦的宗旨。
但2000年至2002年，津巴布韦政府实施了“快速土地改革计划”，征收白人土地，用于安置无地或少地的黑人农民，导致社会矛盾激化，经济下滑，陷入政经危机，朝野尖锐对立。津巴布韦的快速土改也触动了英国在津巴布韦的利益，津英两国关系恶化。此后，津巴布韋在大多数英聯邦政府首脑会议的议程上占据主導地位，并造成了英聯邦內部的分裂。穆加贝总统领导的津巴布韦政府被指控危害人权、操纵选举、破坏津巴布韦经济，违反了《哈拉雷宣言》所述的英联邦的基本原则。 津巴布韦人民在2000年2月的全民投票中否决了穆加贝提出的新宪法后，局势迅速恶化，针对反对者的暴力行为增加。了解决这些问题，2001年9月，津巴布韦政府派出一个代表团与英联邦部长级行动小组成员会晤。津巴布韦政府承诺按照作为英联邦成员国的要求，结束暴力，捍卫人权，但未能兑现诺言。因此，英国推动暂停津巴布韦的英联邦成员资格。英国此举被穆加贝和时任南非总统塔博·姆贝基定性为殖民主义运动，但英国嘲讽他们是修正主义和种族主义本身。

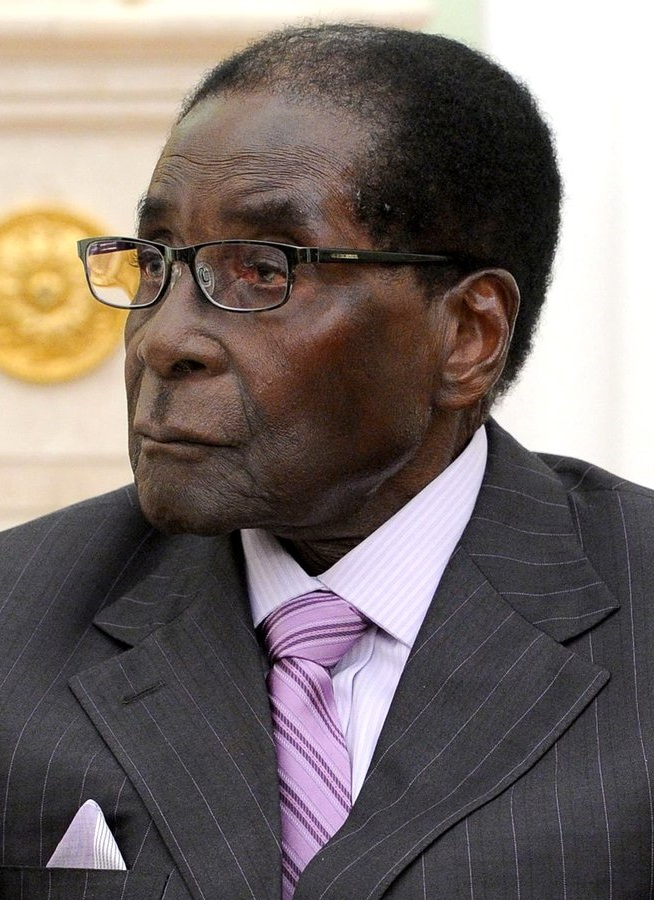
穆加贝总统宣布津巴布韦退出英联邦

原本计划于2001年召开的英联邦政府首脑会议因美国遭受九一一恐怖袭击而推迟，但津巴布韦仍然是英联邦议事日程的首要议题。2002年3月4日，第17届英联邦政府首脑会议在澳大利亚库拉姆发表的声明含蓄地拒绝了英国、澳大利亚和新西兰提出的对津巴布韦采取惩罚性行动的呼吁，这三个国家指控津巴布韦涉嫌围绕总统竞选活动实施暴力和恐吓。相反，会议“表达了他们的深切关注”，并呼吁津巴布韦所有党派共同努力“创造一个自由和公平的选举氛围”。会议还“注意到，2002年3月9日至10日津巴布韦总统选举后，英联邦观察员小组将立即向英联邦秘书长报告”，并确认他们同意授权英联邦现任轮值主席、时任澳大利亚总理霍华德，前任轮值主席、时任南非总统姆贝基和候任轮值主席、时任尼日利亚总统奥巴桑乔组成“三人委员会”，评估观察员的报告，判定津巴布韦在选举中的表现是否符合《哈拉雷宣言》，如果不符合，则根据《米尔布鲁克纲领》实施惩罚措施。尽管非洲统一组织的选举观察员形容这次选举“透明、可信、自由和公平”，但“三人委员会”于3月14日收到英联邦观察员的初次报告，明确指出“津巴布韦的条件不足以使选举人自由表达意愿”。作为回应，“三人委员会”于2002年3月19日宣布，津巴布韦将立即被暂停英联邦成员资格。不同于以往不固定的暂停时长，此次津巴布韦被暂停英联邦成员资格的时长为固定的一年。
此后，由于未能促成在争议中连任的穆加贝总统与反对派领导人摩根·茨万吉拉伊会面，候任英联邦轮值主席、时任尼日利亚总统奥巴桑乔拒绝邀请穆加贝参加于2003年在尼日利亚阿布贾召开的第18届英联邦政府首脑会议。在2003年12月召开的第18届英联邦政府首脑会议上，关于津巴布韦问题的其他讨论都是以同样的非洲不团结为标志的，这挫败了时任南非总统姆贝基一再试图重新接纳津巴布韦的努力。最终，会议拒绝了以姆贝基为首的少数成员国认为应该恢复津巴布韦英联邦成员资格的观点，而是任命了一个由6个成员国组成的委员会就今后的发展方向提出建议。该委员会由南非、莫桑比克、印度、牙买加、澳大利亚和加拿大的政府首脑组成，最终委员会多数成员反对解除对津巴布韦的暂停成员资格惩罚。12月7日的英联邦政府首脑会议声明（由加拿大和肯尼亚提议）将津巴布韦视为一个仍被暂停成员资格的国家，并决定无限期地继续暂停时长。就在阿布贾英联邦首脑会议宣布无限期暂停津巴布韦英联邦成员资格的同一天，穆加贝总统宣布津巴布韦退出英联邦。在当年12月11日津巴布韦政府给英联邦秘书处的一封正式信函中，津巴布韦确定从2003年12月7日起正式终止其英联邦成员资格。從那時起，津巴布韦不再是英联邦的成员国。

#### 後續
津巴布韦退出英联邦后，英聯邦及其现有成员国致力於結束政治僵局并讓津巴布韋重回英联邦。2017年11月，穆加贝因政变压力辞去总统职务，前第一副总统埃默森·姆南加古瓦继任总统。2018年5月15日，姆南加古瓦政府申請重新加入英聯邦。
2019年2月，时任英国外交和英联邦事务部负责非洲和国际发展事务的国务大臣哈莉特·鲍德温表示：“从今天起，英国将无法支持（津巴布韦重返英联邦）这一申请，因为我们不认为我们正在津巴布韦看到的安全部队侵犯人权的行为是你希望从一个英联邦国家看到的。”对此，姆南加古瓦总统在接受法国新闻电视频道法兰西24的采访时回应道：“英联邦从未告诉我们他们不再考虑我们的申请。一个成员国的观点不是英联邦的观点。”

### 加蓬（2023年起）
2023年8月26日，有「盜賊統治者」之稱的加蓬总统阿里·邦戈·翁丁巴角逐連任，而由於選舉期間切斷網絡、實施宵禁、延後部分投票所的開放時間、禁制部分外國媒體，而且選舉欠缺國際觀察員，外界對選舉過程的透明度有所質疑。30日凌晨，加蓬全國選舉委員會宣布阿里·邦戈·翁丁巴贏得其第三個任期，其主要對手翁多·奧薩指控邦戈陣營舞弊，而邦戈否認。消息公布後不久，十多名加蓬官兵在加蓬24电视台露面稱代表過渡和重建委員會發言表示，他們獲得所有安全和防衛部隊支持，宣布已經奪權，「我們以加蓬人民的名義，決定透過終結現政權來守衛和平」。他們表示，已取消2023年大選結果，所有政府機關、國會、憲法法院和選舉機構均已解散，另外又封鎖邊境，直至另行通知。軍隊領袖布里斯·奧利吉宣佈接管政權，全國維持每晚六時至翌日早上六時的宵禁。邦戈被軟禁，其子被捕。2023年9月18日，在紐約召開的第六十三屆英聯邦部長級行動小組議決局部暫停加蓬的英聯邦成員資格，呼籲作為英聯邦成員國的加蓬維護英聯邦的價值與原則，並要求加蓬最遲於2025年8月20日前舉行“可信的選舉”，警告加蓬如果兩年內“沒有取得可接受的進展”，將考慮全面暫停加蓬的英聯邦成員國資格。行動小組也呼籲加蓬保障邦戈、其家人與前政府成員的人身完整、安全、健康與人權。

## 暂停英联邦成员资格列表
| 成员               | 成员资格暂停开始日期 | 成员资格暂停结束日期            |
| ------------------ | -------------------- | ------------------------------- |
| 奈及利亞           | 1995年11月11日       | 1999年5月29日                   |
| 巴基斯坦（第一次） | 1999年10月18日       | 2004年5月22日                   |
| 斐济（第一次）     | 2000年6月6日         | 2001年12月20日                  |
| 辛巴威             | 2002年3月19日        | 2003年12月7日（宣布退出英联邦） |
| 斐济（第二次）     | 2006年12月8日        | 2014年9月26日                   |
| 巴基斯坦（第二次） | 2007年11月22日       | 2008年5月12日                   |
| 加彭               | 2023年9月18日        | 暫停中                          |